# スコット・ホロウィッツ
スコット・ホロウィッツ（Scott Jay "Doc" Horowitz、1957年3月24日-）は、ペンシルベニア州フィラデルフィア出身のアメリカ合衆国の宇宙飛行士で、4度のスペースシャトルのミッションを経験した。
1974年から1978年までカリフォルニア州立大学ノースリッジ校で工学を学び、1982年にジョージア工科大学で航空工学の博士号を取得した。その後、ロッキード社で研究員として働いた。エンブリー・リドル航空大学や後にカリフォルニア州立大学フレズノ校で航空機の設計や推進について指導しながら、アメリカ空軍でT-38やF-15を操縦した。1990年12月にはアメリカ空軍テストパイロット学校を卒業した。ホロウィッツは1992年にアメリカ航空宇宙局の宇宙飛行士の候補に選ばれ、1996年のSTS-75、1997年のSTS-82、2000年のSTS-101、2001年のSTS-105と4度のミッションに参加した。
ホロウィッツは2004年10月にアメリカ空軍とアメリカ航空宇宙局を辞めたが、2005年9月に、次の10年にアメリカ人を再び月に送るためのExploration Systems Mission Directorateの副長官としてNASAに戻ってきた。
NASAから離れている間、ホロウィッツは、スペースシャトル固体燃料補助ロケットの製造社であるATKランチ・システムズ・グループの専務を務めていた。ここで彼は、固体燃料ロケットのみを用いる新しいタイプの打上げ機を開発した。彼の構想は、NASAのビジョン・フォー・スペース・エクスプロレーションを実現するハードウェアの開発にとって不可欠なものだった。NASA長官のミハエル・グリフィンはホロウィッツを副長官として再びNASAに迎え入れ、彼はハードウェアの開発に専念することになった。
2007年7月11日、ホロウィッツは10月1日にNASAを引退すると発表した。
ホロウィッツは、NASAが人を火星に送り、最終的には恒久的に滞在させる計画を支持している。彼は火星協会の運営委員でもある。彼が船長としてミッションに当たっている時、彼は火星協会の火星の旗をペイロードに持ち込んでいた。彼は後に、火星協会の会合で、スペースシャトルに持ち込んだ火星の旗をロバート・ズブリンに贈呈している。